# Stian Kristiansen
Stian Kristiansen (ur. 9 sierpnia 1972 w Stavanger), norweski reżyser filmowy. 
Krótkie filmy realizuje od końca lat 90., w długim metrażu debiutował w 2008 komedią Człowiek, który pokochał Yngvego zrealizowaną na podstawie powieści Tore Renberga (także autora scenariusza). Jest rok 1989, kilkoro nastolatków ze Stavanger zakłada zespół rockowy. Współpraca między nimi układa się bez zgrzytów, dopóki w klasie nie pojawi się nowy uczeń. Obraz został uhonorowany kilkoma Amanda-prisen, w tym dla najlepszego norweskiego filmu i reżysera.

## Reżyseria
- Człowiek, który pokochał Yngvego (Mannen som elsket Yngve 2008)